# Infantaria da Aeronáutica
A Infantaria da Aeronáutica é o componente terrestre da Força Aérea Brasileira, responsável pela defesa de superfície e antiaérea de suas instalações e bases aéreas, policiamento militar e operações especiais. É organizada em 28 Grupos de Segurança e Defesa (nos quais está incluída a Polícia da Aeronáutica), a 1ª Brigada e três grupos de Defesa Antiaérea e o Esquadrão Aeroterrestre de Salvamento, também conhecido como o PARA-SAR.
Criada em 1941, no mesmo ano da FAB, ela tem como equivalentes em outras forças aéreas as United States Air Force Security Forces [en] americanas, o Objektschutzregiment der Luftwaffe [de] alemão e o RAF Regiment [en] britânico. Era originalmente organizada em companhias de Infantaria de Guarda. A organização na forma de Batalhões de Infantaria da Aeronáutica (BINFA) surgiu em 1984, dando lugar aos batalhões especiais (BINFAE) em 2001–2006. A primeira unidade de Polícia da Aeronáutica (então denominada Polícia Militar) surgiu em 1946, e a de artilharia antiaérea, em 1997. De 1992 a 2010 os batalhões tiveram frações para uso não convencional, mais tarde conhecidos como os Pelotões de Operações Especiais (PELOPES). Os BINFAE foram desativados em 2018–2021, dando lugar aos Grupos de Segurança e Defesa.
As unidades da Infantaria da Aeronáutica são menores que as do Exército e Fuzileiros Navais, com cerca de 20 militares por pelotão e 120 a 180 por batalhão. Seu arsenal estimado era de 1.800 pistolas, 100 submetralhadoras, 3.500 fuzis e 100 sistemas de mísseis terra-ar portáteis em 2010. Seu poder de fogo é limitado. Muitas das bases a defender estão nos grandes centros urbanos, especialmente o Rio de Janeiro, onde está grande parte das bases logísticas e de material da Aeronáutica. A artilharia antiaérea defende os aeródromos em baixa altitude usando mísseis Igla S e radares Saber M60.

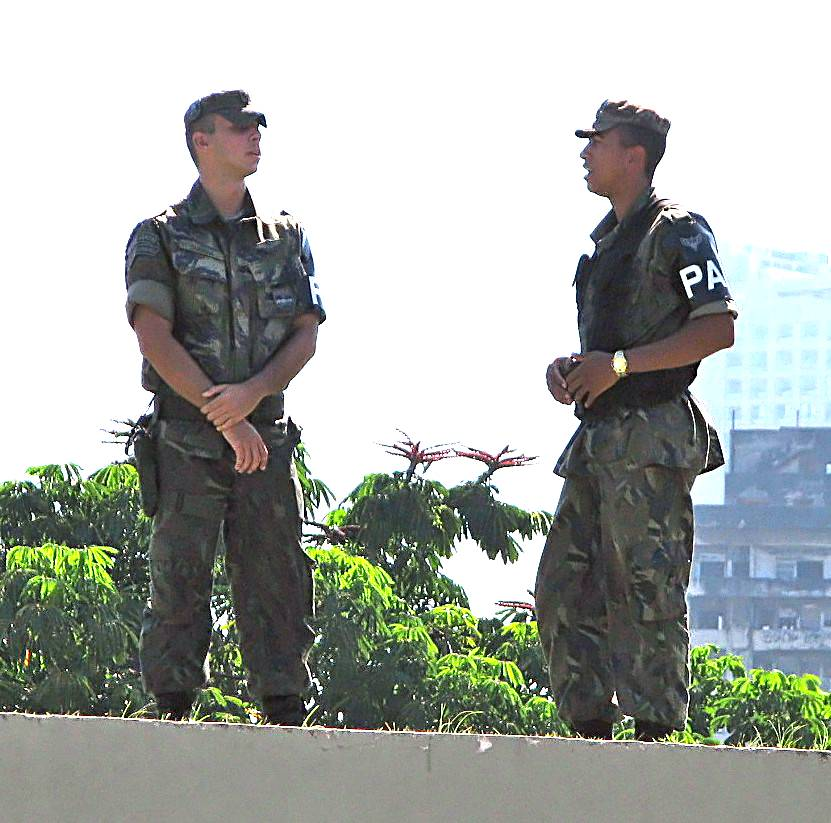
Polícia da Aeronáutica

A Polícia da Aeronáutica é equivalente à Polícia do Exército e congêneres na Marinha, todas forças policiais internas das Forças Armadas. Elas são o que se chama de “polícia militar” no exterior, sem relação com a Polícia Militar, que é a polícia ostensiva das unidades federativas.
O PARA-SAR é especializado na busca e salvamento e nas operações especiais, tendo equivalentes nas forças de operações especiais do Exército e Marinha. Já os antigos Pelopes eram voltados à defesa de bases aéreas.
A infantaria foi criada com um efetivo de capitães aviadores, um Quadro de Oficiais de primeiro- e segundo-tenentes, e, como praças, sargentos e cabos do Exército. Pelo curto horizonte de carreira do Quadro de Oficiais, havia pouca demanda por vagas. Com o passar dos anos, a carreira foi estendida com a criação de novos postos. O curso, até então realizado em Curitiba, foi transferido à Academia da Força Aérea (AFA), em Pirassununga, em 1982, em meio a uma expansão dos encargos de seus oficiais. O curso é um dos três de formação de oficiais na AFA, ao lado dos de Aviação e Intendência, e o único que não aceita cadetes mulheres. Os sargentos, até 1970 treinados no Exército e no Destacamento da Base Aérea de Santos, são formados na Escola de Especialistas de Aeronáutica, em Guaratinguetá. Os soldados são formados nas próprias unidades.